# Luke Durbridge
Luke Durbridge (Perth, 9 d'abril de 1991) és un ciclista australià que combina la pista amb la carretera. Professional des del 2010, actualment corre a l'equip Team Jayco AlUla.

## Biografia
A finals del 2010 fou seleccionat per prendre part al campionat del món sub-23 a Melbourne, Austràlia, en què guanyà la medalla de plata en la prova de contrarellotge, per darrere Taylor Phinney. És el ciclista més jove en haver guanyat una medalla als campionats del món sub-23. El 2011 guanyà el títol a Copenhaguen. Les seves condicions per la contrarellotge les confirmà el 2012, 2013, 2019 i 2020 en guanyar el campionat d'Austràlia en contrarellotge, la general del Circuit de La Sarthe, gràcies a la seva victòria en la contrarellotge i el pròleg del Critèrium del Dauphiné. També ha guanyat el nacional de ruta el 2013 i 2025.

## Palmarès en ruta
- 2009
  -  Campió del món júnior en contrarellotge
- 2010
  - 1r al Memorial Davide Fardelli
  -  Medalla de plata al campionat del món de contrarellotge sub-23
  -  Medalla de bronze de contrarellotge als Jocs de la Commonwealth
- 2011
  -  Campió del món de contrarellotge sub-23
  -  Campió d'Austràlia de contrarellotge sub-23
  - Vencedor d'una etapa a l'Olympia's Tour
  - 1r a la Chrono Champenois
- 2012
  -  Campió d'Austràlia en contrarellotge
  - 1r al Circuit de La Sarthe i vencedor d'una etapa
  - 1r al Tour de Poitou-Charentes i vencedor d'una etapa
  - 1r al Duo Normand, amb Svein Tuft
  - Vencedor d'una etapa al Critèrium del Dauphiné
- 2013
  -  Campió d'Austràlia en ruta
  -  Campió d'Austràlia en contrarellotge
  - 1r al Duo Normand, amb Svein Tuft
  - Vencedor d'una etapa a la Jayco Bay Classic
  - Vencedor d'una etapa al Circuit de La Sarthe
- 2014
  - Campió d'Oceania en ruta
- 2016
  - 1r al Duo Normand, amb Svein Tuft
- 2017
  - Vencedor d'una etapa als Tres dies de La Panne
- 2019
  -  Campió d'Austràlia en contrarellotge
- 2020
  -  Campió d'Austràlia en contrarellotge
- 2025
  -  Campió d'Austràlia en ruta

### Resultats al Giro d'Itàlia
- 2013. 142è de la classificació general
- 2014. Abandona (11a etapa)
- 2015. 109è de la classificació general
- 2019. 78è de la classificació general

### Resultats al Tour de França
- 2014. 122è de la classificació general
- 2015. 151è de la classificació general
- 2016. 112è de la classificació general
- 2017. Abandona (2a etapa)
- 2018. 118è de la classificació general
- 2019. 109è de la classificació general
- 2021. 100è de la classificació general
- 2022. No surt (10a etapa)
- 2023. 130è de la classificació general
- 2024. 123è de la classificació general

### Resultats a la Volta a Espanya
- 2022. 112è de la classificació general

## Palmarès en pista
- 2008
  -  Campió del món júnior en Persecució per equips, amb Luke Davison, Rohan Dennis i Thomas Palmer
  -  Campió d'Austràlia de persecució per equips júnior, amb Michael Freiberg, Jonathan Dunlop i Jordan Van der Togt
  -  Medalla de bronze al Campionat del món júnior en puntuació
- 2009
  -  Campió del món júnior en Madison, amb Alex Carver
  -  Medalla de plata al Campionat del món júnior en persecució per equips
  -  Campió d'Austràlia de persecució per equips, amb Cameron Meyer, Michael Freiberg i Travis Meyer
- 2011
  -  Campió del món de persecució per equips, amb Michael Hepburn, Rohan Dennis i Jack Bobridge
  -  Campió d'Austràlia de puntuació

### Resultats a laCopa del Món
- 2008-2009
  - 1r a Melbourne, en Persecució per equips
- 2009-2010
  - 1r a Melbourne i Pequín, en Persecució per equips